# 芬兰民主共和国
芬蘭民主共和國（芬蘭語: Suomen Kansanvaltainen Tasavalta），又称特里约基政府，是一個短命的蘇聯傀儡政權，由蘇聯在冬季战争期間佔領芬蘭的部分建立，蘇聯稱其為芬蘭唯一合法的政府，並能為芬蘭結束冬季戰爭及恢復和平。

## 历史
俄羅斯帝國崩潰後留下的權力真空使得芬蘭在1917年12月6日宣布獨立，並隨後得到列寧領導的俄羅斯人民委員會的承認。1918年芬蘭經歷了慘烈的內戰，俄國布爾什維克支持的芬蘭赤衛隊在內戰失敗後部份領導人避居蘇聯，並在莫斯科成立芬蘭共產黨。內戰給芬蘭帶來巨大的創傷，脆弱的議會民主遭到來自國內外各方勢力的拉扯，遇上大蕭條更加風雨飄搖。
1939年11月30日蘇聯在未宣戰的情況下揮軍芬蘭。蘇方高層樂觀地認為芬蘭的工人們將會夾道迎接蘇軍的解放、不用一週的時間便能征服整個芬蘭。成立芬蘭民主共和國的目的是作為蘇聯占領區的臨時政府，以取代原本的芬蘭政府，方便日後將整個芬蘭併入蘇維埃聯邦，成為蘇聯的第12個加盟共和國。然而侵略芬蘭以後才發現，芬蘭全國上下不分黨派團結一致抵抗蘇聯入侵、傀儡政府不受到當地人的歡迎、惡劣的天候與路況使得機動部隊派不上用場、芬蘭游擊隊與狙擊手讓蘇軍死傷慘重。
由於入侵芬蘭的行動受到挫折，因此原目標沒有實現。最後蘇聯與芬蘭政府於1940年3月12日簽定莫斯科和平協定，同日芬蘭民主共和國與卡累利阿苏维埃社会主义自治共和国合併，成立在蘇聯之內的卡累利阿-芬兰苏维埃社会主义共和国，芬蘭民主共和國一共存在102日。